# Décès en 1251
Décès
- 1247
- 1248
- 1249
- 1250
- 1251
- 1252
- 1253
- 1254
- 1255

Cette page dresse une liste de personnalités mortes au cours de l'année 1251 :
- 25 janvier : Princesse Rishi, princesse puis impératrice consort du Japon.
- 31 mars : Guillaume de Modène, cardinal-évêque de Sabine.
- mai : Kyaswa, neuvième souverain du Royaume de Pagan, en Birmanie.
- 6 juin : Guillaume III de Dampierre, comte de Flandre, associé à sa mère.
- 9 octobre : Yolande de Hongrie, princesse royale hongroise, reine consort d'Aragon, de Majorque et de Valence, comtesse consort de Barcelone, seigneur de Montpellier et d'Aumelas et vicomtesse de Millau.

- André Gallerani, converti, fondateur d'ordre, bienheureux de l’Église catholique romaine.
- Fujiwara no Toshinari no Musume, poétesse japonaise de la fin de l'époque de Heian et du début de l'époque de Kamakura.
- Ibn Amira, ou Abū l-Muṭarrif Aḥmad ibn ʿAbd Allāh ibn Muḥammad ibn al-Ḥusayn ibn Aḥmad ibn ʿAmīra al-Maẖzūmī, historien, poète et juriste andalou de la période almohade.
- Isabelle d'Huntingdon, princesse écossaise à l'origine des prétentions de la maison Bruce au trône d'Écosse.
- Jean de Rethel, comte de Rethel.
- Mathieu II de Lorraine, duc de Lorraine.
- Henri II de Nassau, co-comte de Nassau puis comte de Nassau.
- Othon Ier d'Oldenbourg, comte d'Oldenbourg.
- Sakya Pandita Kunga Gyeltsen, bandi signifiant novice en mongol) ou Kunga Gylatshan Pal Zangpo, dirigeant spirituel tibétain et  bouddhiste érudit.
- Rinaldo I d'Este, noble italien.
- Ibn Sahl de Séville, ou Abu Ishaq Ibrahim Ibn Sahl al-Isra'ili al-Ishbili, poète de l'Andalousie mauresque.

Date incertaine (vers 1251)
- Farquhar Mac Taggart, noble écossais, fondateur de la lignée des comtes de Ross.

## Crédit d'auteurs
- Cet article est partiellement ou en totalité issu de l'article intitulé « 1251 » (voir la liste des auteurs).